# A Nagy Fal (film)
A Nagy Fal (eredeti cím: The Great Wall, kínaiul: 长城) 2016-ban bemutatott kínai-amerikai fantasy-akciószörnyes film, melyet Csang Ji-mou rendezett, Carlo Bernard, Doug Miro és Tony Gilroy forgatókönyvével, Max Brooks, Edward Zwick és Marshall Herskovitz történetéből. A főszereplők Matt Damon, Jing Tian, Pedro Pascal, Willem Dafoe és Andy Lau. A Nagy Fal Csang első angol nyelvű filmje.
A film premierje Pekingben volt 2016. december 6-án. A China Film Group Kínában 2016. december 16-án, az Amerikai Egyesült Államokban pedig az Universal Pictures 2017. augusztus 17-én mutatta be. Magyarországon 2017. január 5-én jelent meg az UIP-Dunafilm jóvoltából.
A film általánosságban vegyes kritikákat kapott az értékelőktől, akik szerint "nagyszerű történetet áldoztak fel nagy akcióért". A film világszerte bevételi szempontból sikeresen teljesített, ugyanis a 75 milliós költségvetésével szemben több, mint 335 millió dollárt termelt.

## Cselekmény
William Garin és Pero Tovar (Matt Damon és Pedro Pascal) európai zsoldosokat és csapatukat egy ismeretlen szörny támadja, miközben lőport keresnek az Ókori Kínában. A támadás után kínai katonák fogságába esnek, akik egy titkos katonai szekta tagjai. Hamarosan a zsoldosok megtudják, hogy össze kell állniuk a katonákkal, köztük Shao tábornokkal, mert le kell küzdeniük egy ősi szörnyet és a fergeteges vadállatok támadását a világ legikonikusabb szerkezetén – a Kínai nagy falon.
60 évente a lények felemelkednek a közeli Jade-hegyről, hogy felfalják az embereket és minden mást az útjuk során. Amikor William csatázik velük és megpróbálja megvédeni a Nagy Falat, felfedezi az erőd mögött rejlő rejtélyt, és azon az úton találja magát, ahol az idők hősévé válik.

## Szereplők
| Szerep                                                                       | Színész      | Magyar hang    |
| ---------------------------------------------------------------------------- | ------------ | -------------- |
| William Garin (威廉·加林), Európai zsoldos                                   | Matt Damon   | Stohl András   |
| Lin Mae parancsnok (林梅; Lín Méi), a daru-csapat vezetője                   | Jing Tian    | Németh Borbála |
| Pero Tovar (佩罗· 托瓦尔), Európai zsoldos                                   | Pedro Pascal | Rékasi Károly  |
| Sir Ballard (巴拉德), Európai kalandorból vált tanár, Kínában                | Willem Dafoe | Sörös Sándor   |
| Wang stratéga (王军师), a Névtelen Rend stratégája és haditanácsosa          | Andy Lau     | Csőre Gábor    |
| Shao generális (邵殿帅), a Medvecsapat vezetője és a Névtelen Rend tábornoka | Zhang Hanyu  | N/A            |
| Peng Yong (彭勇), katona a Medvecsapatban                                    | Lu Han       | N/A            |
| Wu parancsnok (吴将军), a Tigriscsapat feje                                  | Eddie Peng   | N/A            |
| Chen parancsnok (陈将军), a Sascsapat feje                                   | Kenny Lin    | N/A            |
| Császár                                                                      | Karry Wang   | N/A            |
| Shen (沈)                                                                    | Zheng Kai    | N/A            |
| Deng parancsnok (邓将军), a Szarvascsapat feje                               | Huang Xuan   | N/A            |
| A császári őrség parancsnoka                                                 | Cheney Chen  | N/A            |

## Gyártás
A film forgatása 2015. március 30-án kezdődött Csingtaoban. Ez a legdrágább film, amelyet teljes egészében Kínában forgattak.
Három falat építettek a gyártás során, mivel nem vehették fel a tényleges Nagy Falat. A film zenéit Ramin Djawadi komponálta. Az első a "Nameless Order" című dal, ami 2016. december 14-én jelent meg.